# Zentrales Krankenhaus des Bulunski ulus
Das Zentrale Krankenhaus des Bulunski ulus (russisch Булунская центральная районная больница Bulunskaja Zentralnaja Rajonnaja Bolniza) ist ein Krankenhaus in Tiksi im äußersten Norden Russlands in der Republik Sacha.

## Geschichte
1956 wurde der Anti-Tuberkulose-Dienst des Ulus (Rajon) im Dorf Kjusjur gegründet. Das Krankenhaus hatte zunächst 40 Betten und wurde im Laufe der Zeit auf 50 Betten erweitert. Dort wurden Patienten aus den Ulussen Anabarrski ulus, Allaichowski ullus, Schiganski ulus und dem Bulunski ulus eingeliefert. Das Gebäude bestand zuerst aus Holz. 1959 kam ein Röntgenraum mit Röntgengerät hinzu. Um 1960 bestand das medizinische Personal aus 2–3 Ärzten, 5–6 Krankenpflegern und 6 Sanitätern. 1993 brannte das hölzerne Gebäude ab und der Dienst zog nach Tiksi um, wo 10 Betten zur Verfügung gestellt werden.
Um 1920 entstand der Sanitätsdienst. Damals gab es in ganz Jakutien (Sacha) eine einzige medizinische Einrichtung, die sich im Bulunski Ulus befand. 1924 wurde das „Komitee zur Unterstützung der Völker in den nördlichen Außenbezirken“ gegründet, das zum Ziel hatte, die Bevölkerung erstmals mit Schulbildung und medizinischen Dienstleistungen zu versorgen. Als Teil davon entstanden mehrere Sanitätsposten und medizinisches Personal wurde herangezogen. Probleme dabei waren die schlechte Verkehrsanbindung bzw. die generelle Isolation des Bulunski Ulus von Jakutien und die daraus resultierende medizinische Rückständigkeit des Bezirks sowie der Mangel an medizinischer Ausrüstung und Personal. Die Auswirkungen des russischen Bürgerkriegs hatten die Bedingungen auch nochmals verschlechtert. Problematisch war auch, dass die meisten Bewohner kaum Russisch konnten und den Ärzten misstrauten.
Die Abteilung für Pädiatrie begann 1940 mit der Ankunft einer Kinderärztin. Zu dieser Zeit lebte die Hälfte der Bevölkerung unter nicht ausreichenden hygienischen Bedingungen. Dies führte zu einer hohen Kindersterblichkeit, zeitweise lag sie bei 40 von 100 Geburten. Die Lage besserte sich bald, in den 1950er-Jahren konnten die Vorgaben zur Impfung von Kindern gegen Tuberkulose eingehalten werden. In den 1960er-Jahren wurden in Jakutien neue Krankenhäuser errichtet, medizinisches Personal wurde zahlreicher und die Ausrüstung moderner. Diese Entwicklung setzte sich in den folgenden Jahrzehnten fort. In den 1980er-Jahren lag die Kindersterblichkeit nur noch bei 5 von 100 Geburten.

## Struktur
Heute hat das Krankenhaus vier Abteilungen:
- Stationäre Abteilung 24/7 – 77 Betten
- Tagesklinik – 6 Betten
- Ambulanter Dienst